# Isela Vega
Isela Vega Durazo (Hermosillo, Sonora, 5 de novembre de 1939-Ciutat de Mèxic, 9 de març de 2021) va ser una actriu, guionista, productora i directora de cinema mexicana.

## Biografia
El seu pare va ser Arturo Vega i la seva mare María Durazo, tots dos oriünds de Sonora. El 1957, quan tenia 18 anys d'edat, va ser Princesa del Carnestoltes de Mazatlán, això li obre les portes per a iniciar-se en el món del modelaje, per la qual cosa viatja als Estats Units per a estudiar anglès i modelaje.
Durant algun temps canta boleros i cançons dels Beatles en bars de la ciutat de Mèxic, com el Impala de l'hotel Regis, l'Hilton i el Terrassa casino, entre d'altres, després participa com a model del programa Max Factor Hollywood el 1959, mentre pren classes d'actuació. A l'any següent salta a la pantalla gran amb un paper en la cinta Verano violento (1960) al costat de Pedro Armendáriz, Guillermo Murray i Gustavo Rojo.
El seu debut en teatre és en la mateixa època amb la comèdia Una viuda y sus millones, d'Alfonso Anaya, al Teatro Venustiano Carranza. Pel 1960, després de diverses participacions en algunes pel·lícules mexicanes, es converteix en tot una sex symbol, des de llavors, mai ha deixat d'aparèixer en múltiples projectes de cinema, teatre i televisió.
El 1967, arriba per fi el seu primer protagonista en Don Juan 67, l costat del comediant del moment Mauricio Garcés i la seva carrera comença a pujar com a escuma. El 1972 és nominada al premi Ariel a la millor actriu pel llargmetratge Las reglas del juego, filmada el 1971, amb José Alonso, Enrique Rambal i Héctor Suárez, entre d'altres. El mateix any fa La cama, una altra de les pel·lícules importants de la seva carrera.
El 1974 apareix completament nua en la revista Playboy, en el número de juliol d'aquest any, convertint-se en la primera dona llatina a aparèixer en la versió nord-americana de la revista.
El mateix any fa el seu debut al cinema estranger amb la pel·lícula The deadly trackers, però amb el llargmetratge de Sam Peckinpah Vull el cap d'Alfredo García aconsegueix cridar l'atenció amb el seu paper de Elita, pel qual és nominada a l'Ariel com a millor actriu. A més amb aquesta cinta incursiona en el terreny musical professionalment, en interpretar i escriure "Bennie's Song", una de les cançons de la pel·lícula.
El 1977 filma La viuda negra, d'Arturo Ripstein La seva actuació en aquesta pel·lícula la fa guanyadora de l'Ariel a millor actriu. El 1986, prova una nova faceta del cinema: la direcció, la producció i l'escriptura, amb la seva pel·lícula Las amantes del señor de la noche. El 1999 va actuar a la comèdia La ley de Herodes, amb Damián Alcázar i Pedro Armendáriz Jr. Posteriorment també treballaria a pel·lícules destacades i premiades com Arráncame la vida (2009) o El infierno (2010), així com a telenovel·les com Mujeres asesinas (2008).
En 2017 l'Acadèmia Mexicana d'Arts i Ciències Cinematogràfiques (AMACC) li concedeix l'Ariel d'Or per trajectòria en més de cinquanta anys de presència en el mitjà cinematogràfic.

## Vida personal
Va tenir un fill anomenat Arturo amb el cantant Alberto Vázquez, amb qui va estar casada per un temps, i una filla anomenada Shaula que també és actriu i ballarina, fruit d'un romanç que va viure amb l'actor Jorge Luke.

## Defunció
El 9 de març de 2021, després de varis reportis que afirmaven la mort de l'actriu, la seva neboda, Brenda Vega, a través del periòdic sonorenc, El Imparcial,va confirmar la seva defunció com a víctima de la malaltia del càncer després d'un mes de lluita.

## Filmografia

### Televisió
- El acuerdo Rhinemann (1977) - Anna
- The Greatest American Hero (1983) - Serena Delvera
- Rituales (1984) - María
- La rosa amarilla (1984) - Juanita Díaz
- Stingray (1986) - Isabel Rodríguez
- Señora tentación (1994) - Tamara
- Los padres de hoy y del mañana (1996) - Conductora
- Conan (1997) - Hag
- Gente bien (1997) - Mercedes Figueroa
- Ramona (2000) - Matea
- Amor descarado (2003) - Nora
- Pasión (2007) - María Jula "La Paisana"
- Terminales (2008) - Emma Díaz
- Mujeres asesinas (2008) - Margarita Rascón
- El Pantera (2009) - Procuradora
- Niña de mi corazón (2010) - Belén
- María de Todos los Ángeles (2013) - Chavela "Chavelita"
- Muchacha italiana viene a casarse (2014-2015) - Doña Eloísa Ángeles
- Como dice el dicho (2016) - Paloma
- Yago (2016)
- El Chema (2016-2017) - Doña Cecilia Mendivil
- Hoy voy a cambiar (2017) - La Bruja
- Sin tu mirada (2017-2018) - Dominga Zepahua
- Like (2018-2019) - Eduarda "Lala"
- La casa de las flores (2019-2020) - Doña Victoria Aguirre

### Cinema
- Verano violento (1960) - Carmen
- La rabia por dentro (1962)
- Rabia (1966)
- Mujeres, mujeres, mujeres (1967)
- Don Juan 67 (1967) - Carmen
- S.O.S. Conspiración bikini (1967)
- Las sicodélicas (1968) - Daliliah
- La cama (1968)
- Por mis pistolas (1968) - Lupita Sánchez
- Las pecadoras (1968)
- El deseo llega de noche (1968)
- La cámara del terror (1968) - Hélga
- Las pirañas aman en cuaresma (1969) - Eulalia "Lala" Portela
- La señora Muerte (1969) - Lisa
- Enigma de muerte (1969) - Estrella
- Las impuras (1969)
- Las golfas (1969) - Otilia
- El deseo llega de noche (1969) - Leda
- Cuernos debajo de la cama (1969) - Elsa
- Pacto diabólico (1969)
- El matrimonio es como el demonio (1969) - Aloha
- La buscona (1970)
- El oficio más antiguo del mundo (1970) - Yolanda
- Prohibido (1970) - Señora Vega
- La primavera de los escorpiones (1971) - Isabel
- La hora desnuda (1971)
- Temporada salvaje (1971)
- El sabor de la venganza (1971) - Sara Carson
- Las reglas del juego (1971) - Verónica
- El festín de la loba (1972) - Teresa de Jesús
- Basuras humanas (1972) - Laura
- Fin de fiesta (1972) - Silvia
- The Deadly Trackers (1973) - María
- Volveré a nacer (1973) - Mónica
- Vull el cap d'Alfredo García (1974) - Elita
- El llanto de la tortuga (1975) - Diana
- La India (1976) - La India
- El hombre de los hongos (1976) - Elvira
- Drum (1976) - Mariana
- Celestina (1976) - Melibea
- Acto de posesión (1977) - Raquel
- La viuda negra (1977) - Matea Gutiérrez
- María, la santa (1977) - La Mulata
- Joshua (1977) - Mujer mexicana
- Casa de citas (1978)
- Oro rojo (1978) - María
- Cara al sol que más calienta (1978) - Nati
- Muñecas de medianoche (1979)
- The Street of L.A (1979) - Anita Zamora
- Las cariñosas (1979)
- Navajeros (1980) - Mercedes
- Las tentadoras (1980)
- La pulquería (1981)
- Las mujeres de Jeremías (1981)
- El macho biónico (1981) - Leonor "La Leona"
- Las siete cucas (1981) - Cuca
- La Pulqueria (1981)
- Las mujeres de Jeremías (1981) - Tamar
- El amor es un juego extraño (1982)
- Una gallina muy ponedora (1982)
- Barbarosa (1982) - Josephina
- Las apariencias engañan (1983) - Adriana / Adrián
- Naná (1984) - Satin
- Mañosas pero sabrosas (1984) - Mónica
- Las glorias del gran Púas (1984)
- Gringo mojado (1984) - Mona Mur
- San Judas de la frontera (1984)
- Nos reímos de la migra (destrampados y mojados) (1984)
- El secuestro de Lola (1986)
- Las amantes del señor de la noche (1986) - Amparo
- Dos chichimecas en Hollywood (1986)
- The Alamo: Thirteen Days To Glory (1987) - Señora Cos
- Las borrachas (1989)
- Salvajes (1989)
- Blood screams (1990)
- Discriminación maldita (1990)
- El reportero (1990)
- En legitima defensa (1992)
- Manhattan Merengue (1995) - Alfidia
- La ley de Herodes (1999) - Doña Lupe
- Killer Snake (2004) - Lupe
- Puños rosa (2004) - La Güera
- Como tú me has deseado (2005)
- Mujer alabastrina (2006)
- Fuera del cielo (2006) - Madre
- Cobrador: In God We Trust (2007) - La Gitana
- Arráncame la vida (2008) - Gitana
- Crepúsculo rojo (2008) - Locha
- Conozco la cabeza de Juan Pérez (2008) - Adivina
- Crónicas chilangas (2009) - Anita
- Amar (2009) - Concha
- El infierno (2010) - Doña Rosaura
- Te extraño (2010) - Sofía
- Más allá del muro (2011)
- Los inadaptados (2011) - Rosario
- Salvando al soldado Pérez (2011) - Doña Elvira Pérez
- El Jeremias (2015) - Herminia
- Las horas contigo (2015) - Doña Mari
- American curious (2016) - Bertha García
- Island of the Dolls (2018) - Abuela
- Si yo fuera tú (2018) - Nana
- Mas sabe el diablo por viejo (2018) - Marilú Sáenz
- Dora y la ciudad perdida (2019) - La Hechicera del bosque
- Cindy la Regia (2020) - Mercedes

### Com a productora i escriptora
- Navajeros (1980)
- Una gallina muy ponedora (1982)
- Los amantes del señor de la noche (1986) - Directora

### Bandes sonores
- Quiero la cabeza de Alfredo García (1974) - "Bennie´s Song"
- Gringo Mojado (1984) - "Amanecí en tus brazos", "El siete mares"

## Premis i nominacions

### Premis TVyNovelas
| Any  | Categoria             | Telenovel·la                      | Resultat |
| ---- | --------------------- | --------------------------------- | -------- |
| 2008 | Millor primera actriu | Pasión                            | Nominada |
| 2016 | Millor primera actriu | Muchacha italiana viene a casarse | Nominada |
| 2019 | Millor primera actriu | Like                              | Nominada |

### Premi Ariel
| Any  | Categoria                   | Pel·lícula        | Resultat   |
| ---- | --------------------------- | ----------------- | ---------- |
| 1984 | Millor actriu               | la viuda negra    | Guanyadora |
| 2000 | Millor coactuació femenina  | La ley de Herodes | Guanyadora |
| 2007 | Millor coactuació femenina  | Fuera del cielo   | Guanyadora |
| 2015 | Millor coactuació femenina  | Las horas contigo | Guanyadora |
| 2016 | Millor coactuación femenina | El Jeremías       | Nominada   |
| 2017 | Ariel d'Or                  | per trajectòria   | Guanyadora |

### Premis ACE
| Any  | Categoria                    | pel·lícula        | Resultat   |
| ---- | ---------------------------- | ----------------- | ---------- |
| 2001 | Millor actriu de repartiment | La ley de Herodes | Guanyadora |
| 2010 | Millor actriu de repartiment | Arráncame la vida | Guanyadora |